# EchoStar VIII
O EchoStar VIII é um satélite de comunicação geoestacionário estadunidense que foi construído pela Space Systems/Loral (SS/L). Ele está localizado na posição orbital de 77 graus de longitude oeste e é operado pela EchoStar. O satélite foi baseado na plataforma LS-1300 e sua expectativa de vida útil é de 12 anos.

## Lançamento
O satélite foi lançado com sucesso ao espaço no dia 22 de agosto de 2002 às 05:15 UTC, por meio de um veiculo Proton-K/Blok-DM3 lançado a partir do Cosmódromo de Baikonur, no Cazaquistão. Ele tinha uma massa de lançamento de 4660 kg.

## Capacidade e cobertura
O EchoStar VIII é equipado com 32 transponders em banda Ku para fornecer comunicações de áudio e vídeo para o território continental dos Estados Unidos e México.